# Chryzantema i miecz
Chryzantema i miecz. Wzory kultury japońskiej (tytuł oryginału: The Chrysanthemum and the Sword. Patterns of Japanese Culture) – wydana w 1946 roku książka amerykańskiej antropolożki Ruth Benedict. Książka to studium społeczeństwa i kultury Japonii, które autorka opublikowała, wykorzystując rezultaty badań prowadzonych w czasie II wojny światowej.
W Polsce wydał ją w 1999 roku Państwowy Instytut Wydawniczy w serii Biblioteka Myśli Współczesnej, w przekładzie i z przedmową Ewy Klekot.

## Opis książki
Książka jest przykładem antropologii, która opiera się na badaniu kultury poprzez jej literaturę, media, filmy i nagrania – takimi materiałami posługiwali się antropolodzy na służbie Stanów Zjednoczonych i aliantów. Nie mogąc odwiedzić nazistowskich Niemiec ani Japonii pod rządami Hirohito, antropolodzy korzystali z dostępnych materiałów kulturowych, prowadząc badania na odległość. Tak próbowali zrozumieć wzory kultury, które mogły prowadzić do agresji, w nadziei na znalezienie potencjalnych słabości lub środków perswazji.
Praca Benedict w czasie wojny polegała na stworzeniu rozbudowanego studium kultury japońskiej. Amerykanie nie rozumieli jej natury. Wydawało im się na przykład naturalnym, że jeńcy wojenni chcą wiedzieć, co dzieje się z ich rodzinami, natomiast nie wydają informacji taktycznych. Tymczasem Japończycy najwyraźniej z łatwością udzielali informacji i nie interesowali się kontaktem z rodziną. Dlaczego? I dlaczego ludy azjatyckie nie akceptowały Japończyków jako wyzwolicieli z zachodniego kolonializmu ani nie akceptowali rzekomo sprawiedliwej hierarchii, która stawiała na szczycie właśnie Japończyków?

## Recepcja
Benedict miała znaczący wkład w określenie roli cesarza w japońskiej kulturze popularnej. Sformułowała też zalecenia dla prezydenta Roosevelta dotyczące dalszych ruchów strategicznych.
Książka została wydana w Japonii w 1948 roku. Według Margaret Mead japońscy czytelnicy uznali ją za trafną, ale moralizującą. Do fragmentów książki odniósł się Takeo Doi w książce Anatomia zależności. Doi bardzo sprzeciwia się określeniu kultury Japonii jako „kultury wstydu”. Uważa, że dychotomia „kultury wstydu” i zachodniej „kultury winy” implikuje niższą wartość tej pierwszej.
Od 1946 do 1971 roku w USA sprzedano 28 tys. egzemplarzy książki (pierwsza edycja w miękkiej oprawie ukazała się w 1967 roku). Natomiast w Japonii sprzedano ponad dwa miliony egzemplarzy, była także bestsellerem na Tajwanie, gdzie przetłumaczono ją w 1974 roku i  w Chinach, gdzie wydano ją w 2005 roku.